# お星様にお願いっ!
『お星様にお願いっ!』（おほしさまにおねがいっ）は、藤崎真緒作の少女漫画。花とゆめ（白泉社）にて連載されていた。

## 内容
見た目がかなり幼い主人公の女子高校生と小さい頃にお兄さん的な存在だった元隣人で幼馴染の数学教師との恋愛を描いている。

## 主な登場人物
笹原 智（ささはら とも）　　
素直で率直な、嘘がつけない女の子。両親から溺愛されて育った。暁は幼い頃、お兄さん的な存在だったが、再会後は恋人。園芸部に所属。
縞崎 暁（しまざき あきら）
私立高校の「数学教師」兼「園芸部顧問」兼「智の恋人」。智をからかう事を生き甲斐にしている。理事長と校長先生が後ろ盾に就いている。
天河 祐士（てんかわ ゆうじ）
一見、不良だが、園芸部部長。授業をサボった時の暇つぶしの場所として「温室」に目を付けて園芸部に入部した。しかし、そこには・・・。
久世 真弓（くぜ まゆみ）
保健室の先生。暁とは学生時代からの先輩で、良き話し相手。